# Så mycket bättre (säsong 3)
Så mycket bättre - säsong 3 var den tredje säsongen av Så mycket bättre. Säsongen sändes liksom säsongen innan på TV4, och hade premiär 27 oktober 2012. Medverkande var Darin, Miss Li, Maja Ivarsson, Olle Ljungström, Magnus Uggla, Pugh Rogefeldt och Sylvia Vrethammar.
Inspelningen startade den 9 juni 2012 på pensionatet Grå Gåsen beläget i Burgsvik på södra Gotland. Jämfört med säsongen före tog inspelningen en dag längre tid. Under säsongen släppte TV4 varje vecka ett digitalt magasin om artisterna för App Store. Efter avsnitten publicerades låtarna på Spotify, Wimp och Itunes. Säsongen vann Kristallen 2013 som Årets underhållningsprogram och Årets TV-program.

## Avsnitt
| Nr | Huvudperson       | Sändningsdatum   | Tittarsiffror |
| -- | ----------------- | ---------------- | ------------- |
| 1  | Pugh Rogefeldt    | 27 oktober 2012  | 1 703 000     |
| 2  | Olle Ljungström   | 3 november 2012  | 1 497 000     |
| 3  | Miss Li           | 10 november 2012 | 1 823 000     |
| 4  | Magnus Uggla      | 17 november 2012 | 1 914 000     |
| 5  | Sylvia Vrethammar | 24 november 2012 | 1 924 000     |
| 6  | Maja Ivarsson     | 1 december 2012  | 1 694 000     |
| 7  | Darin Zanyar      | 8 december 2012  | 1 726 000     |
| 8  | Alla              | 15 december 2012 | 1 747 000     |
| 9  | Återträffen       | 25 december 2012 | 1 569 000     |

## Tolkningar
| - Magnus Uggla - "Vandrar i ett regn" - Miss Li - "Här kommer natten" - Olle Ljungström - "Dinga linga Lena" - Darin - "Stockholm" - Maja Ivarsson - "Mitt bästa för dig" - Sylvia Vrethammar - "Små lätta moln" Avslutningslåt: Darin - "Stockholm". - Pugh Rogefeldt - "Överallt" - Miss Li - "Nåt för dom som väntar" - Sylvia Vrethammar - "Du sköna nya värld" (tolkning av "Du sköna värld") - Maja Ivarsson: "Norrländska präriens gudinna" - Magnus Uggla: "Jag och min far" - Darin: "En apa som liknar dig" Avslutningslåt: Maja Ivarsson - "Norrländska präriens gudinna". - Olle Ljungström - "Om du lämnade mig nu" - Sylvia Vrethammar - "Oh Boy" - Darin - "I Can't Get You Off My Mind" - Magnus Uggla - "Har hört om en tjej" - Maja Ivarsson - "Dancing the Whole Way Home" - Pugh Rogefeldt - "You Could Have It (So Much Better Without Me)" Avslutningslåt: Pugh Rogefeldt - "You Could Have It (So Much Better Without Me)". - Sylvia Vrethammar - "Kung för en dag" - Pugh Rogefeldt - "Varning på stan" - Maja Ivarsson - "Sommartid" - Darin - "Astrologen" - Miss Li - "1:a gången - Olle Ljungström - "Johnny the Rocker" (tolkning av "Johnny the Rucker") Avslutningslåt: Miss Li - "1:a gången". - Darin - "Magdalena (Livet före döden)" - Olle Ljungström - "Eviva España" - Magnus Uggla - "Tycker om dig" - Maja Ivarsson - "Hasta la Vista" - Pugh Rogefeldt - "Fröken i våran klass (En lärling på våran gård)" - Miss Li - "Somebody Loves You" Avslutningslåt: Magnus Uggla - "Tycker om dig". | - Miss Li - "No One Sleeps When I'm Awake" - Magnus Uggla - "Jag skiter i Amerika" (svensk version av "Living in America") - Olle Ljungström - "Rock 'n Roll" - Sylvia Vrethammar - "Hej Monika" (tolkning av "Hej hej Monika") - Pugh Rogfeldt - "Painted by Numbers" - Darin - "Seven Days a Week" Avslutningslåt: Sylvia Vrethammar - "Hej Monika". - Maja Ivarsson: "Want Ya!" - Olle Ljungström: "Who's That Girl" - Pugh Rogefeldt: "Money for Nothing" - Miss Li: "Lovekiller" - Magnus Uggla: "Försvinn ur mitt liv" (svensk version av "You're Out of My Life") - Sylvia Vrethammar: "Step up" Avslutningslåt: Maja Ivarsson - "Want Ya!". - Olle Ljungström & Miss Li - "Som man bäddar" - Maja Ivarsson & Pugh Rogefeldt - "Hit Me!" - Magnus Uggla & Olle Ljungström - "Trubaduren" - Sylvia Vrethammar & Darin - "Strangers in the Night" - Miss Li & Magnus Uggla - "My Heart Goes Boom" - Pugh Rogefeldt & Sylvia Vrethammar - "Hog Farm" - Darin & Maja Ivarsson - "Nobody Knows" Under återträffen åt deltagarna mat tillsammans och tittade tillbaka på var sitt framträdande från den gångna säsongen. - Sylvia Vrethammar - "Kung för en dag" - Miss Li - "Här kommer natten" - Olle Ljungström "Johnny the Rocker" - Magnus Uggla - "Jag och min far" - Maja Ivarsson - "Dancing the Whole Way Home" - Pugh Rogefeldt - "You Could Have It (So Much Better Without Me)" - Darin - "En apa som liknar dig" |

## Listplaceringar
| Artist          | Låt                                             | Topp-placering | Topp-placering | Topp-placering    |
| Artist          | Låt                                             | DigiListan     | Svensktoppen   | Sverigetopplistan |
| --------------- | ----------------------------------------------- | -------------- | -------------- | ----------------- |
| Darin           | "Astrologen"                                    | 1              | —              | 2                 |
| Darin           | "En apa som liknar dig"                         | 1              | 5              | 1                 |
| Darin           | "I Can't Get You Off My Mind"                   | 7              | 9              | 36                |
| Darin           | "Magdalena (livet före döden)"                  | 31             | —              | —                 |
| Darin           | "Seven Days a Week"                             | 4              | —              | 36                |
| Darin           | "Stockholm"                                     | 4              | 5              | 13                |
| Magnus Uggla    | "Försvinn ur mitt liv"                          | 36             | —              | —                 |
| Magnus Uggla    | "Har hört om en tjej"                           | 16             | —              | 55                |
| Magnus Uggla    | "Jag och min far"                               | 1              | 1              | 11                |
| Magnus Uggla    | "Jag skiter i Amerika"                          | 26             | —              | —                 |
| Magnus Uggla    | "Tycker om dig"                                 | 10             | —              | —                 |
| Magnus Uggla    | "Vandrar i ett regn"                            | 42             | —              | —                 |
| Maja Ivarsson   | "Dancing the Whole Way Home"                    | 45             | —              | —                 |
| Maja Ivarsson   | "Hasta la Vista"                                | 16             | —              |                   |
| Maja Ivarsson   | "Mitt bästa för dig"                            | 13             | 6              | 37                |
| Maja Ivarsson   | "Norrländska präriens gudinna"                  | 15             | 7              | 51                |
| Maja Ivarsson   | "Want Ya!"                                      | 8              | —              | 43                |
| Miss Li         | "1:a gången"                                    | 5              | —              | 19                |
| Miss Li         | "Här kommer natten"                             | 1              | —              | 16                |
| Miss Li         | "Lovekiller"                                    | 15             | —              | 47                |
| Miss Li         | "No One Sleeps When I'm Awake"                  | 28             | —              | —                 |
| Miss Li         | "Nåt för dom som väntar"                        | 14             | —              | —                 |
| Miss Li         | "Somebody Loves You"                            | 29             | —              | —                 |
| Olle Ljungström | "Johnny the Rocker"                             | 25             | —              | —                 |
| Olle Ljungström | "Rock 'n Roll"                                  | 34             | —              | —                 |
| Pugh Rogefeldt  | "You Could Have It (So Much Better Without Me)" | 57             | —              | —                 |